# Rott (priimek)
Rott je priimek v Sloveniji in tujini. Po podatkih Statističnega urada Republike Slovenije je na dan 1. januarja 2011 v Slovenjiji uporabljalo ta priimek 6 oseb.  

## Znani slovenski nosilci priimka
- Tomaž Rott (1945 - 2016), medicinec patolog, prof. MF

## Znani tuji nosilci priimka
- Hans Rott (1858—1884), avstrijski skladatelj
- Wilhelm Rott (1908—1967), nemški teolog
- Wolfgang Rott (*1946), nemški hokejist na travi